# Alien (álbum)
Alien (estilizado como A1IEN) es el quinto álbum de estudio de la banda australiana de metalcore Northlane, que fue lanzado el 2 de agosto de 2022 a través de sello discográfica independiente UNFD. Fue autoproducida por la propia banda y grabada en Chris Blancato's Studio en Sydney, aunque la voz de Marcus Bridge se grabó en Electric Sun Studios en Arndell Park. El segundo sencillo del álbum, "Bloodline", muestra la continuidad del grupo de un ligero alejamiento de sus raíces de metalcore y hacia un sonido más alternativo y experimental, como se estableció en sus lanzamientos anteriores, Node y Mesmer. También marca el primer cambio del grupo hacia diferentes géneros, ya que mezclaron en el álbum elementos de nu metal, metal industrial y EDM. Este es el último álbum que presenta a su bajista fundador Alex Milovic, quien solo apareció en la canción "Vultures".
En 2020, se lanzó una edición de lujo de Alien, que contiene una pista extra "Enemy of the Night" y versiones instrumentales de todas las canciones. Se lanzó un vinilo rosa neón doble LP, limitado a una cantidad desconocida de copias físicas en todo el mundo, y luego estuvo disponible digitalmente para transmisión y descarga.

## Antecedentes y lanzamiento
El 5 de julio de 2018, se descubrió que en el póster de la banda para su gira Summer Europe 2018 había una fecha fijada para el 13 de julio de 2018 junto con la palabra "Vultures". Más tarde en esa fecha, la banda lanzó su nueva canción titulada "Vultures", que se lanzó por primera vez como una canción independiente junto con un video musical que la acompaña.
El 9 de febrero de 2019, Northlane tuiteó un video con un pequeño texto que decía "Rift", provocando una de las pistas del álbum. El 12 de abril, la banda lanzó una filtración del álbum, mostrando su título, fecha de lanzamiento, arte y lista de canciones. Unos días después, la banda lanzó otra filtración, lo que sugiere que planean lanzar tres sencillos más: "Bloodline", "Talking Heads" y "Eclipse". El 30 de abril, la banda lanzó su segundo sencillo "Bloodline" junto con un video musical que lo acompaña. También se anunció una gira mundial en la parte posterior de su nuevo álbum Alien. El 3 de junio, la banda anunció que su tercer sencillo "Talking Heads" se lanzará mucho antes de la fecha de lanzamiento prevista. La banda había tocado previamente el sencillo en festivales anteriores. Unos días después, el sello lanzó un adelanto del sencillo con una fecha de lanzamiento oficial el 5 de junio. Junto con el lanzamiento del sencillo, la banda anunció un nuevo espectáculo para su gira nacional por Melbourne después de que el primero se agotara por completo. También se anunciaron boletos VIP, donde los fanáticos podían actualizar sus boletos estándar por boletos VIP. El 29 de julio, la banda lanzó su cuarto sencillo "Eclipse", cuyo lanzamiento originalmente estaba programado mucho antes de la fecha de lanzamiento actual. El sencillo fue lanzado junto con un video musical que lo acompaña.
El 20 de mayo de 2020, la banda lanzó un nuevo sencillo titulado "Enemy of the Night" y también anunció que la edición de lujo de Alien se lanzará el 31 de julio de 2020, que contiene la pista extra "Enemy of the Night" y versiones instrumentales. de todas las canciones. Se lanzará un LP doble en vinilo rosa neón, limitado a una cantidad desconocida de copias físicas en todo el mundo, y luego estará disponible digitalmente para transmisión y descarga.

## Lista de canciones
| N.º | Título           | Duración |  |
| 1.  | «Details Matter» | 4:05     |  |
| 2.  | «Bloodline»      | 3:25     |  |
| 3.  | «4D»             | 4:11     |  |
| 4.  | «Talking Heads»  | 3:50     |  |
| 5.  | «Freefall»       | 4:02     |  |
| 6.  | «Jinn»           | 4:01     |  |
| 7.  | «Eclipse»        | 4:02     |  |
| 8.  | «Rift»           | 3:59     |  |
| 9.  | «Paradigm»       | 3:23     |  |
| 10. | «Vultures»       | 3:47     |  |
| 11. | «Sleepless»      | 4:37     |  |

Edición de lujo
| N.º | Título               | Duración |  |
| 1.  | «Enemy of the Night» | 3:41     |  |

## Personal
Northlane
- Marcus Bridge - voz principal
- Jon Deiley - guitarra principal, programación
- Josh Smith - guitarra rítmica
- Nic Pettersen - batería, percusión
- Brendon Padjasek - bajo, coros